# الکس اسمیت (بازیکن فوتبال، زاده ۱۹۷۶)
الکس اسمیت (انگلیسی: Alex Smith؛ زادهٔ ۱۵ فوریهٔ ۱۹۷۶) بازیکن فوتبال اهل بریتانیا است.
از باشگاه‌هایی که در آن بازی کرده‌است می‌توان به باشگاه فوتبال ساوتپورت، باشگاه فوتبال سوئیندون تاون، باشگاه فوتبال شروزبری تاون، باشگاه فوتبال پورت ویل، باشگاه فوتبال ریدینگ، باشگاه فوتبال رکسهام، باشگاه فوتبال هادرزفیلد تاون، و باشگاه فوتبال اورتون اشاره کرد.